# Ricardo Maldonado
Ricardo Maldonado es un director y publicista peruano, conocido principalmente por su trabajo en la cinta ¡Asu mare! y en el documental Perú-Nebraska, que fue parte de la campaña de lanzamiento de la Marca Perú y por el que recibió dos leones de bronce en la edición 2012 del Cannes Lions.

## Carrera publicitaria
Tras culminar sus estudios secundarios en el colegio privado Franklin Delano Roosevelt, Ricardo Maldonado viaja a Nueva York para formarse en Ciencias de la Comunicación en el Ithaca College. Al concluir la carrera, en 1994, regresa a Lima, donde comienza a trabajar como director de cine publicitario en Cine 70, compañía fundada por su padre, Alfonso Maldonado, uno de los pioneros en este rubro de la publicidad en el Perú.
Como parte de su trabajo en esta empresa, Ricardo Maldonado dirigió los comerciales para televisión de marcas como San Fernando, BCP, BBVA, Coca Cola, Nextel, Sodimac y El Comercio, siendo algunos de sus spots más conocidos "Pago de Haberes" (2008) del BCP y "Siete" (2007), también de dicho banco.
En el 2011 se estrenó el documental publicitario "Perú- Nebraska", que fue lanzado con la finalidad de dar a conocer la Marca Perú y que Ricardo Maldonado dirigió. Dicha pieza le valió varios reconocimientos, incluso se le consideró el mejor comercial peruano del 2011.
En junio de ese mismo año fue voceado para dirigir una película biográfica del expresidente peruano Alan García Pérez, que se dijo sería protagonizada por el actor Jason Day; sin embargo, Ricardo Maldonado desmintió que así fuera en su blog personal.

## ¡Asu mare!
En el 2012, Tondero Producciones anunció su elección como director de la película ¡Asu mare!, el monólogo que Carlos Alcántara había presentado con éxito en los teatros peruanos. La cinta, que marcó su debut en la dirección de cine no comercial, se convirtió en la más taquillera en la historia del cine peruano logrando 3,148,000 espectadores.
En abril de 2015 se estrenó "¡Asu mare! 2", la secuela de la citada película.
¡Asu mare! 3 se estrenó en noviembre de 2018, la dirección recayó en el ecuatoriano Jorge Ulloa de Enchufe TV.

## Filmografía
- ¡Asu mare! (2013)
- ¡Asu mare 2! (2015)
- Calichín (2016)
- El gran León (2017)
- Calichín 2 (2024)

## Premios
A lo largo de su trayectoria profesional, Ricardo Maldonado ha ganado 35 premios internacionales y 50 premios peruanos. Entre ellos destacan: 3 Cannes Lions, 2 Grand Prix FIAP, 1 Grand Prix El Sol de San Sebastián y 1 Grand Prix El Ojo de Iberoamérica.